# Mbeya
Mbeya város Tanzánia délnyugati részén, az azonos nevű régió székhelye. 
A 2005-ös népszámlálás alapján mintegy 280 ezer ember élt a városban.
Mbeya egy hegyekkel körülvett völgyben fekszik 1700 méter magasságban. 
Fontos állomás Dar es-Salaam kikötője és a Zambia közötti TAZARA vasút és TAN-ZAM nevű főúton.
A környék jelentősebb turisztikai célpontjai:
- Kitulo Nemzeti Park
- Ruaha Nemzeti Park
- Nyasza-tó
- Mwalalo-vízesés
- Mbozi meteorit

## Fordítás
- Ez a szócikk részben vagy egészben  a   Mbeya című angol Wikipédia-szócikk fordításán alapul.  Az eredeti cikk szerkesztőit annak laptörténete sorolja fel. Ez a jelzés csupán a megfogalmazás eredetét és a szerzői jogokat jelzi, nem szolgál a cikkben szereplő információk forrásmegjelöléseként.